# Chaetachme
Chaetachme es un género botánico con 6 especies de plantas de flores perteneciente a la familia Ulmaceae.

## Especies seleccionadas
- Chaetachme aristata
- Chaetachme madagascariensis
- Chaetachme meyeri
- Chaetachme microcarpa
- Chaetachme nitida
- Chaetachme serrata

## Sinónimo
- Chaetacme